# Cantó de Fauquembergues
El cantó de Fauquembergues és un cantó francès del departament del Pas de Calais, situat al districte de Saint-Omer. Té 18 municipis i el cap és Fauquembergues.

## Municipis
- Audincthun
- Avroult
- Beaumetz-lès-Aire
- Bomy
- Coyecques
- Dennebrœucq
- Enguinegatte
- Enquin-les-Mines
- Erny-Saint-Julien
- Fauquembergues
- Febvin-Palfart
- Fléchin
- Laires
- Merck-Saint-Liévin
- Reclinghem
- Renty
- Saint-Martin-d'Hardinghem
- Thiembronne

## Història
| Data d'elecció                           | Identitat        | Partit                                      | Qualitat |
| ---------------------------------------- | ---------------- | ------------------------------------------- | -------- |
| 1945-1945                                | M. Caron         | PS                                          |          |
| 1949-1967                                | Antoine Limousin | RPF, després radical, després Divers droite |          |
| 1967-1992                                | Henri Gallet     | SFIO, després PS                            |          |
| 1992-2003                                | Michel Caron     | RPR                                         |          |
| 2003-                                    | Alain Méquignon  | PS, després Divers gauche                   |          |
| les dades anteriors no són pas conegudes |                  |                                             |          |
|                                          |                  |                                             |          |

## Demografia
| A partir de 1990: Població sense dobles comptes |